# Cmentarz przy ul. Le Ronda w Katowicach
Cmentarz przy ul. Henryka Le Ronda w Katowicach − cmentarz parafialny parafii św. Antoniego w Dąbrówce Małej, zlokalizowany przy ulicy gen. Henryka Le Ronda, w katowickiej dzielnicy Dąbrówka Mała.
Cmentarz powstał w 1913, na terenie podarowanym przez hrabiego Tiele-Wincklera. Teren poświęcił w maju 1913 ksiądz Wawrzyniec Pucher, pierwszy proboszcz parafii w Dąbrówce.
Obecnie cmentarz zajmuje powierzchnię 2,1135 ha. Znajdują się na nim:
- wojenna mogiła zbiorowa siedmiu żołnierzy niemieckich, poległych w II wojnie światowej;
- wojenny grób zbiorowy mieszkańców Dąbrówki Małej, poległych w czasie powstań śląskich i II wojny światowej; jest to Pomnik Nieznanego Żołnierza Polskiego i Powstańca Śląskiego, przedstawiający orła zrywającego się do lotu; na pomniku znajdują się nazwiska poległych[5][6][7], wyryte na tablicy z czarnym, marmurowym krzyżem[8];
- wojenna mogiła zbiorowa więźniów KL Auschwitz, zamordowanych podczas transportu w styczniu 1945.

Na cmentarzu spoczywają m.in.: doktor Emanuel Wilczok − historyk przemysłu cynkowego, autor wielu monografii i opracowań, dotyczących przemysłu terenów Górnego Śląska oraz Augustyn Rzepka − przedwojenny naczelnik gminy Dąbrówka Mała. 
W 2010 wybrukowano główną aleję cmentarną od ul. Techników do ul. gen. H. Le Ronda.